# Morasha
Le Morasha (hébreu : מורשה, Héritage), connu par la suite sous le nom de Morasha-Poale Agoudat Israël (hébreu : מורשה-פועלי אגודת ישראל), était un parti politique religieux d'extrême droite israélien des années 1980.

## Histoire
Le parti fut créé lors des semaines précédant les élections législatives de 1984 par l'ancien représentant à la Knesset du Parti national religieux Haim Drukman et Avraham Verdiger, ancien membre du Poale Agoudat Israel (qui avait perdu son unique siège à la Knesset lors des élections de 1981). Haim Drukman avait essayé de former un groupe à la Knesset du nom de Camp sioniste religieux lors de la 10e session de la Knesset, mais ne s'était pas vu accorder la permission par le Comité de la Chambre. On compte parmi les membres du parti Yitzhak Levy et Hanan Porat.
Le parti remporta deux sièges, occupés par Haim Drukman et Avraham Verdiger. Le parti participa au gouvernement d'unité nationale conduit par Shimon Peres de l'Alignement, bien qu'il n'ait pas de portefeuille ministériel. Cependant, lorsque Yitzhak Shamir du Likoud prit la place de Shimon Peres en 1986 en vertu de l'accord de rotation, le Morasha ne fut pas non plus inclus dans le nouveau gouvernement.
Le 29 juillet 1986, Haim Drukman quitta le parti et retourna au Parti national religieux. Comme seul représentant à la Knesset, Avraham Verdiger renomma le parti Morasha-Poale Agoudat Israël. Lors des élections de 1988, Avraham Verdiger fusionna le parti avec l'Agoudat Israel.

## Représentants à la Knesset
| Knesset (nombre d'élus) | Membres                                                                               |
| ----------------------- | ------------------------------------------------------------------------------------- |
| 11e (1984-1988) (2)     | Avraham Verdiger, Haim Drukman (parti au Parti national religieux le 29 juillet 1986) |